# Omog
Omog est un village de la région du Centre du Cameroun. Localisé dans l'arrondissement (commune) de Ngog-Mapubi et le département du Nyong-et-Kéllé, il est situé sur la Route Nationale RN 3 qui lie la capitale du pays, Yaoundé (environ 80 km), et Douala (160 km). 

## Géographie

### Localisation
Le village de Omog est limitrophe avec les villages Boumyebel, Tayap, Mamb, Modé et Song Mpeck. Le village de Tayap est situé à environ 80 km de Yaoundé (à 12 km de Boumnyébel sur la route nationale no 3 Douala-Yaoundé). Le village de Omog est à une vingtaine de kilomètres de Ngog-Mapubi, chef lieu d'arrondissement.

### Climat
Omog bénéficie d'un climat humide de type équatorial à quatre saisons : deux saisons sèches et deux saisons pluvieuses. La grande saison des pluies a lieu entre août et octobre, et la petite saison des pluies de mars à mai. La grande saison sèche a lieu de novembre à février et la petite saison sèche en juin-juillet. La station météorologique la plus proche est celle d’Eséka à environ 40 km de Omog. La température moyenne annuelle est de 25 °C. La pluviométrie varie entre 1 500 et 2 500 mm de pluie par an.

## Histoire
Comme tous les villages environnants, le village de Omog fait partie des bastions de la résistance nationaliste en pays Bassa menée par Ruben Um Nyobé. D’après l'historien Achille Mbembe, le village d’Omog comptait depuis 1956 une quinzaine de ses paysans engagés dans la résistance en brousse.

## Administration et politique
Omog est une chefferie de troisième degré. 

## Population et société
Omog comptait 348 habitants lors du dernier recensement de 2005. La population est constituée pour l’essentiel de Bassa. Elle est répartie en trois hameaux (Omog I, Omog II et Omog III). Le village de Omog dispose d'une école publique. 

### Transport
Plusieurs pistes rurales partent de Omog pour desservir les villages alentour comme la route Omog - Libelingoï. Par ailleurs, plusieurs accidents ayant eu lieu dans cette localité, un panneau pour la mémoire collective a été implanté dans le village de Omog par la Fondation Jane-Justice.